# Sulitjelma
Sulitjelma, av samma ursprung som svenska Sulitelma (pitesamiska: Sulisjælbmá, Sulidælbmá; lulesamiska: Sulisjielmmá; norskt smeknamn Sulis), är ett namn av pitesamiskt ursprung. Det betecknar en tätort med 386 invånare (1 januari 2022) i Fauske kommun i Nordland fylke i norra Norge. Orten är belägen mellan staden Fauske i väster (39 km) och fjällmassivet Sulitelma på gränsen till Sverige i öster. 
Sulitjelma är ett tidigare gruvsamhälle där man bröt svavelkis och koppar. Gruvverksamheten lades ned 1991. På 1980-talet stod ortens gruvverksamhet för en tiondel av Norges totala utsläpp av svaveldioxid.